# Australoneda bourgeoisi
Australoneda bourgeoisi is een keversoort uit de familie lieveheersbeestjes (Coccinellidae). De wetenschappelijke naam van de soort is voor het eerst geldig gepubliceerd in 1984 door Gadeau de Kerville.